# Кейс-Вестерн-Резерв університет
Західний резервний університет Кейса (англ. Case Western Reserve University, часто  Case Western або Case) — приватний університет у Клівленді, штат Огайо, США.
Утворений у 1967 році внаслідок злиття Технологічного інституту Кейса (Case Institute of Technology, заснованого в 1881 році філантропом Леонардом Кейсом мл., (Leonard Case, Jr., |ˈlenəd keɪs ˈdʒuːnjə|), і Західного резервного університету (англ. Western Reserve University), заснованого в 1826 році на базі Connecticut Western Reserve.

## Відомі викладачі і працівники
- Антонович Тарас — директор студії навчальних кінофільмів університету.